# Suc du Mounier
Pour les articles homonymes, voir Mounier.
Le suc du Mounier est un sommet du massif du Meygal, culminant à 1 208 m d'altitude, dans le Velay en France.

## Géographie

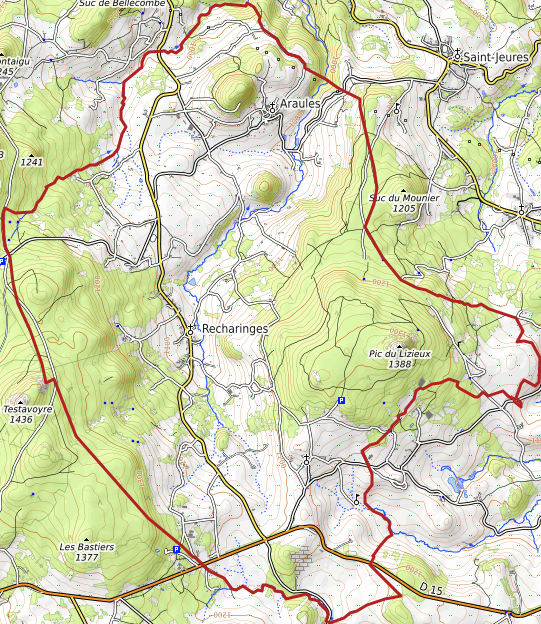
Carte topographique.

### Situation
La montagne se trouve sur la commune de Saint-Jeures dans le département de la Haute-Loire.
Du sommet, une vue s'ouvre sur l’Yssingelais, ainsi que sur le pic du Lizieux et le Meygal.

### Géologie
Le sous-sol du suc du Mounier est constitué de trachyte et de phonolite.

### Flore
La forêt est constituée de hêtraies montagnardes acidophiles.

## Activités

### Protection environnementale
Le suc est répertorié dans la ZNIEFF de type 2 « Mézenc - Meygal ».

### Sports
Le sommet est parcouru par un circuit VTT et un sentier de petite randonnée,.